# Christian Godin
Pour les articles homonymes, voir Godin.
Christian Godin, né le 20 septembre 1949 à Saint-Maur-des-Fossés (Val-de-Marne) est un philosophe français.

## Biographie
Christian Godin est maître de conférences de philosophie à l’université Blaise-Pascal de Clermont-Ferrand et collabore à différents journaux ou périodiques (Marianne, Le Magazine littéraire, Sciences et avenir, etc.). Il est également connu pour ses multiples ouvrages pédagogiques.

## Publications
- Le Mythe du patriarcat et la condition féminine[2], éditions Kimé, 2025.
- La Démoralisation. La Morale et la Crise, Champ Vallon, coll. « L'Esprit libre », 2015, 228 p.  (ISBN 978-2-87673-937-6)
- Christian Godin, La Haine de la nature, Champ Vallon, coll. « L'Esprit libre », 2012
- Malek Chebel et Christian Godin (entretien avec Malek Chebel), Vivre ensemble : Éloge de la différence, éditions First, coll. « Document », 2011
- Christian Godin, Le Pain et les Miettes, Klincksieck, coll. « Hourvari », 2010
- Axel Kahn et Christian Godin (entretien avec Axel Kahn), L'Homme, le bien, le mal, Hachette littératures, coll. « Pluriel », 2009 (1re éd. 2008, Stock, « Les Essais »), 397 p. (ISBN 978-2-01-279471-9)
- Christian Godin, Le Comptoir Philosophique, 123 notions clés pour mieux comprendre le monde contemporain, éditions First, 2007
- Christian Godin, Petit lexique de la bêtise actuelle, éditions du Temps, 2007
- Christian Godin, La Philosophie pour les nuls, éditions First, coll. « Pour les nuls », 2006-2014 :
  - Christian Godin, La Philosophie pour les nuls, t. 1 : Antiquité, Moyen Âge, Renaissance, 2008, 2e éd. (1re éd. 2006)
  - Christian Godin, La Philosophie pour les nuls, t. 2 : De l'Âge classique à nos jours, 2009, 2e éd. (1re éd. 2006)
  - Christian Godin, Dictionnaire de philosophie pour les nuls, éditions First, coll. « Pour les nuls », 2010
  - Christian Godin, Le Bac philosophie pour les nuls, éditions First, coll. « Pour les nuls », 2014
- Christian Godin, La Justice, éditions du Temps, 2005
- Christian Godin, Le Nouveau Cours de philosophie, éditions du Temps, 2004
- Christian Godin, Dictionnaire de philosophie, Fayard/éditions du Temps, 2004
- Christian Godin, La Fin de l'humanité, Champ Vallon, coll. « L'Esprit libre », 2003
- Christian Godin et Jacques Testart (entretien avec Jacques Testart), Au bazar du vivant, Seuil, coll. « Points virgule », 2001, 150 p. (ISBN 978-2-02-051234-3)
- Christian Godin, Faut-il réhabiliter l'utopie ?, Nantes, Pleins feux, coll. « Lundis philo », 2000
- Christian Godin, Au fil de la philosophie, éditions du Temps, 1999
- La Totalité (encyclopédie philosophique en sept volumes), Champ Vallon, 1997-2001 :
  - Prologue : Pour une philosophie de la totalité  (ISBN 2-87673-239-4)  (ISBN 978-2-87673-239-1), extraits
  - Tome 1 : De l'imaginaire au symbolique ( (ISBN 2-87673-249-1)  (ISBN 978-2-87673-249-0), extraits
  - Tome 2 : Les Pensées totalisantes : La Religion, les représentations globalistes du monde, le savoir total et l'encyclopédisme,  (ISBN 2-87673-273-4)  (ISBN 978-2-87673-273-5), extraits
  - Tome 3 : La Philosophie,  (ISBN 2-87673-306-4)  (ISBN 978-2-87673-306-0), extraits
  - Tome 4 : La Totalité réalisée : Les Arts et la Littérature,  (ISBN 2-87673-240-8)  (ISBN 978-2-87673-240-7), extraits
  - Tome 5 : La Totalité réalisée : Les Sciences,  (ISBN 2-87673-355-2)  (ISBN 978-2-87673-355-8), extraits
  - Tome 6 : La Totalité réalisée : L'Histoire,  (ISBN 2-87673-380-3)  (ISBN 978-2-87673-380-0), extraits
- Avec Gilles-Olivier Silvagni, La Psychanalyse pour les Nuls, First Editions, 2012

### Contributions à des ouvrages collectifs
- Christian Godin, « La nature, c'est beau, on l'aime... forcément ? », dans Laurent Testot et Laurent Aillet (direction), Collapsus : Changer ou disparaître ? Le vrai bilan sur notre planète, Éditions Albin Michel, 2020, 352 p. (ISBN 978-2-22644-897-2).